# Alban Schachleiter
Alban Jakub Schachleiter, OSB (20. ledna 1861 Mohuč – 20. června 1937 Feilnbach bei Rosenheim) byl německý římskokatolický duchovní, benediktin a v letech 1908-1920 opat pražského Emauzského kláštera. Jde o kontroverzní osobu, vzhledem k jeho sympatizaci s nacionálním socialismem na sklonku života.

## Život
Pocházel z kupecké rodiny z Mohuče a původně vystudoval filosofii, dějiny umění a hudbu. Ve svých dvaceti letech vstoupil v pražském Emauzském klášteře do benediktinského řádu. Kněžské svěcení přijal v roce 1886 a v roce 1908 byl zvolen opatem. Fakticky konvent řídil pouze do vzniku samostatného Československa. Na podzim roku 1918 byl nucen opustit Prahu a odejít do Německa. Konvent byl rovněž přechodně rozprášen a mniši se vrátili až v roce 1919, ovšem již bez Schachleitera, který se nejprve uchýlil do Benediktinského opatství sv. Floriána v Horním Rakousku a až poté do Benediktského opatství sv. Bonifáce v Bavorsku, byl v roce 1920 pro silný příkon k německému nacionalismu přinucen k rezignaci na post opata v Emauzích (od roku 1921 se stal titulární opatem spanheimský).
V Mnichově v Hofkirche založil a v letech 1922 - 1930 vedl gregoriánskou schólu.
V roce 1923 se seznámil s Adolfem Hitlerem a záhy začal sympatizovat s jeho názory. Výsledkem toho bylo, že v roce 1926 mu bylo jeho řádovými představenými zakázáno jakkoliv se vyjadřovat k politickým otázkám. Alban zákaz ignoroval, a proto byl dále ze strany církve postihován za své s katolictvím a mnišstvím neslučitelné názory. Nakonec byl 22. února 1933 suspendován a byly mu zastaveny i finanční příjmy, Schachleiterovi však záhy nato začala NSDAP vyplácet pravidelnou měsíční apanáž. Jeho vztah k nacismu dokresluje fakt, že Hitler mu osobně blahopřál k výročí věčných mnišských slibů.
Zemřel v roce 1937 a jeho pohřeb organizovala NSDAP. Jeho hrob na Waldfriedhof v Mnichově byl v roce 1987 zrušen a zahlazen. Schachleiterovým naprostým protikladem byl jeho nástupce v opatském úřadě v Emauzích, Arnošt Vykoukal, i co do postoje k nacismu. Rozhodný antinacista Vykoukal v roce 1942 zemřel v koncentračním táboře v Dachau. Spisovatel a publicista Bohumil Svoboda ve své předmluvě k vydání knihy Methoda Klementa "Jsem ražen z českého kovu" vyjadřuje domněnku, že perzekuce emauzských benediktinů nacisty za druhé světové války byla odvetou za to, že byl kdysi Schachleiter pro své šovinistické názory sesazen z úřadu emauzského opata a dále postihován. Sám Method Klement také ve svém textu Schachleitera popisuje jasně negativně.

## Odraz v literatuře
Albana Schachleitera si stručně všímá Jaroslav Hašek ve své knize Osudy dobrého vojáka Švejka za světové války, když líčí předválečné osudy jedné z postav románu - feldkuráta Katze. Katz jakožto konvertita v dospělosti je křtěn v opatském kostele Emauzského kláštera a Alban Schachleiter je tím, kdo ho křtí.
Křtili ho slavnostně v Emauzích. Sám páter Albán ho namáčel do křtitelnice. Byla to nádherná podívaná, byl u toho jeden nábožný major od pluku, kde Otto Katz sloužil, jedna stará panna z ústavu šlechtičen na Hradčanech a nějaký otlemený zástupce konzistoře, který mu dělal kmotra.
Jaroslav Hašek: Osudy dobrého vojáka Švejka za světové války